# Jef Tomesch
Jef Tomesch (* 16. Februar 1976 in Hamburg) ist ein ehemaliger deutscher Basketballspieler. Der 1,92 Meter große Aufbauspieler spielte in der Basketball-Bundesliga für Bayreuth und Oldenburg.

## Karriere
Tomeschs Heimatverein ist der SC Rist Wedel, für den er ab 1986 in der Jugend und dann in der Wedeler Herrenmannschaft in der 2. Bundesliga spielte. Mit der A-Jugend des Vereins stieß er 1995 bei der Deutschen Meisterschaft unter die vier besten Mannschaften vor. 1997 wechselte er von Wedel zum Bundesligisten Basket Bayreuth. Dort spielte er bis zum Ende der Saison 1999/2000 und wurde dann vom Oldenburger TB verpflichtet. Mit den Niedersachsen schaffte er in seiner ersten Saison den Aufstieg in die höchste deutsche Spielklasse und spielte für Oldenburg anschließend auch in der ersten Liga. Während der Saison 2001/02 verließ Tomesch Oldenburg und wechselte zum Zweitligaverein BG 74 Göttingen. Bei den „Veilchen“ wurde der starke Distanzwerfer sofort ein Stützpfeiler des Kaders und zählte in der Saison 2001/02 mit einem Schnitt von über 20 Zählern pro Spiel zu den besten Punktesammlern der zweiten Liga.
In der Saison 2002/03 spielte er bei den Düsseldorf Magics in der 2. Bundesliga und wechselte 2003 dann zum USC Freiburg (ebenfalls 2. Bundesliga). Dort gehörte er bis zu seinem Karriereende 2006 zum Aufgebot und stieg zum Mannschaftskapitän auf.  Zu Tomeschs Stärken als Spieler zählten laut Bundesliga-Sonderheft 2000/01 des Fachblatts Basketball „eine schnelle, sichere und unaufgeregte Spielweise“ sowie der Schnellangriff und der Distanzwurf.
Nachdem Tomesch seine sportliche Laufbahn beendet hatte, war er ab Sommer 2006 in Teilzeit als Manager des USC Freiburg beschäftigt. Die Tätigkeit beendete der Diplom-Kaufmann nach einem Jahr aus persönlichen Gründen.
Er war beruflich bei der Fürstenberg-Brauerei tätig, später wechselte er zum Kaffeeunternehmen Tchibo. Beim TVV Neu Wulmstorf wurde Tomesch als Basketball-Jugendtrainer tätig.